# Брда (Черногория)

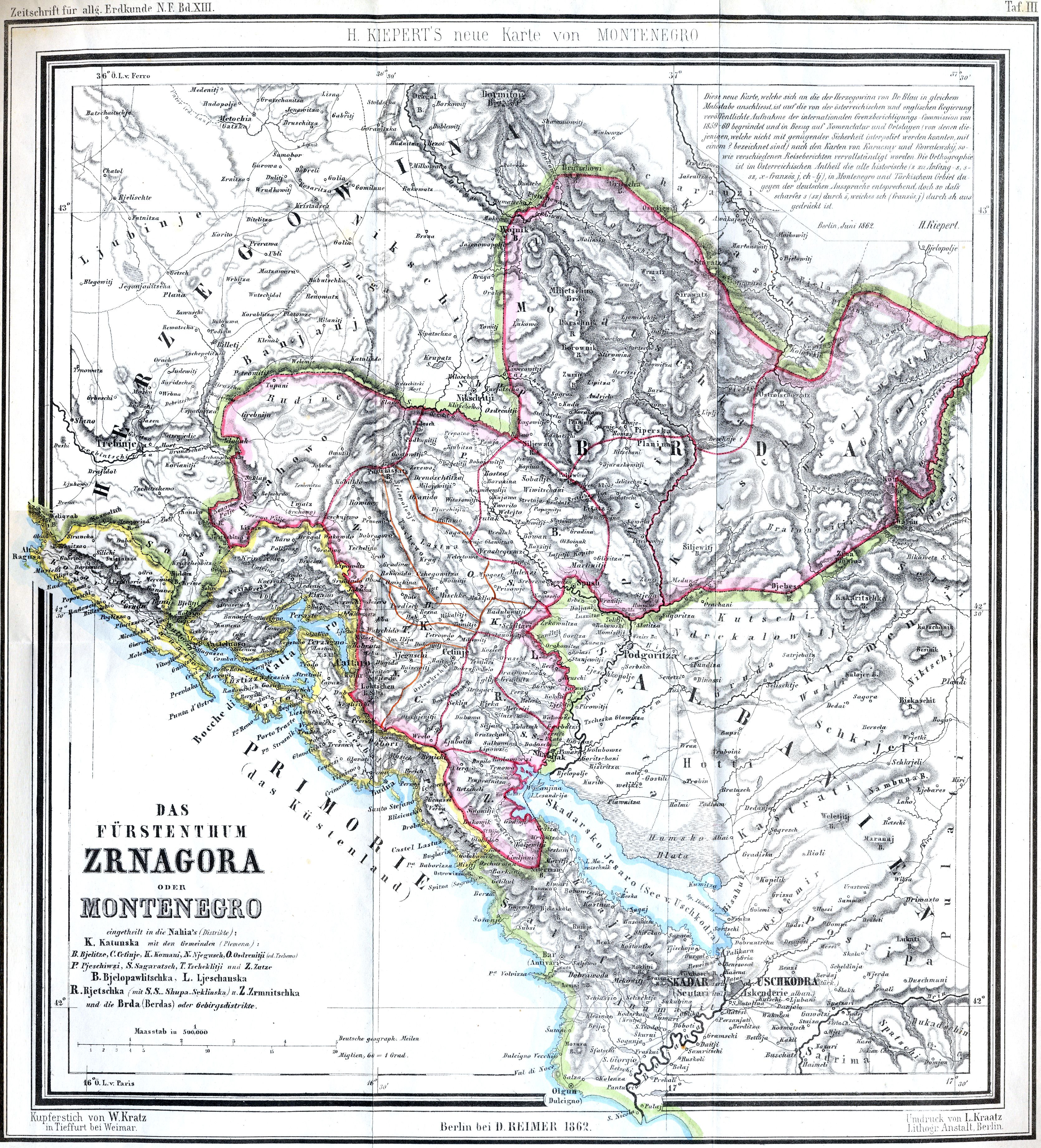
Брда на карте Черногории 1862 года

Брда (устар. русское Берда, также Черногорское Горье; черног. Брда / Brda, Седморо брда / Sedmoro brda; от черног. брдо / brdo — «холм») — историческая область на северо-востоке Черногории. Горный край был полностью присоединён к остальной Черногории в первой половине XIX века. Жители Брды — бердяне/брдяне (черног. Брђани / Brđani).

## История
Гористую область, входившей с остальной Герцеговиной в состав Боснийского пашалыка, в XVIII веке населяло семь племён, отсюда название Седморо брда, т. е. «семь холмов». Жителей Брды зовут бердянами (Брђани), редко — брчавами. Брдские племена периодически конфликтовали с черногорскими племенами.
Часть области, которую населяли племена пиперов и белопавличей, была присоединена к Черногории в 1796 году. Остальная Брда с кучами, васоевичами, братоножичами, ровцами и жителями Морачи, вошла в Черногорию в 1820—1840-е годы. Данило I Петрович стал титуловаться «князем и господарем свободной Черногории и Брды».